# Croome Court

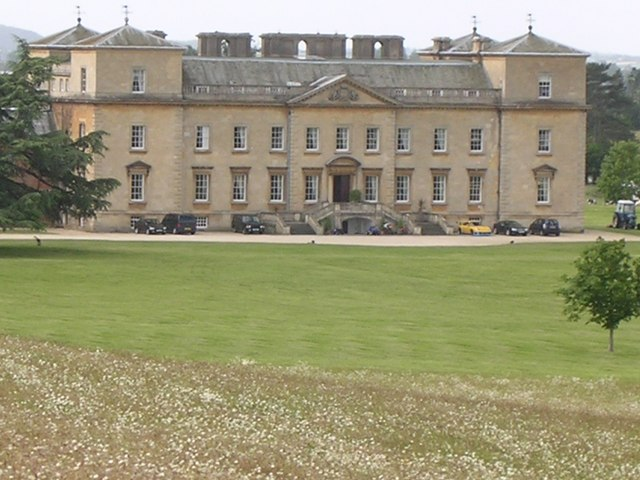
Fachada de Croome Court.

Croome Court é um palácio rural inglês situado perto da aldeia de Besford, no Worcestershire. Em volta do edifício, estende-se um vasto parque, o Croome Park, possivelmente o primeiro desenho completo de Lancelot "Capability" Brown, começado em 1751 para George Coventry, 6º Conde de Coventry. O próprio palácio também foi denehado por Brown, sendo um dos raros exemplos do seu trabalho como arquitecto.

## História

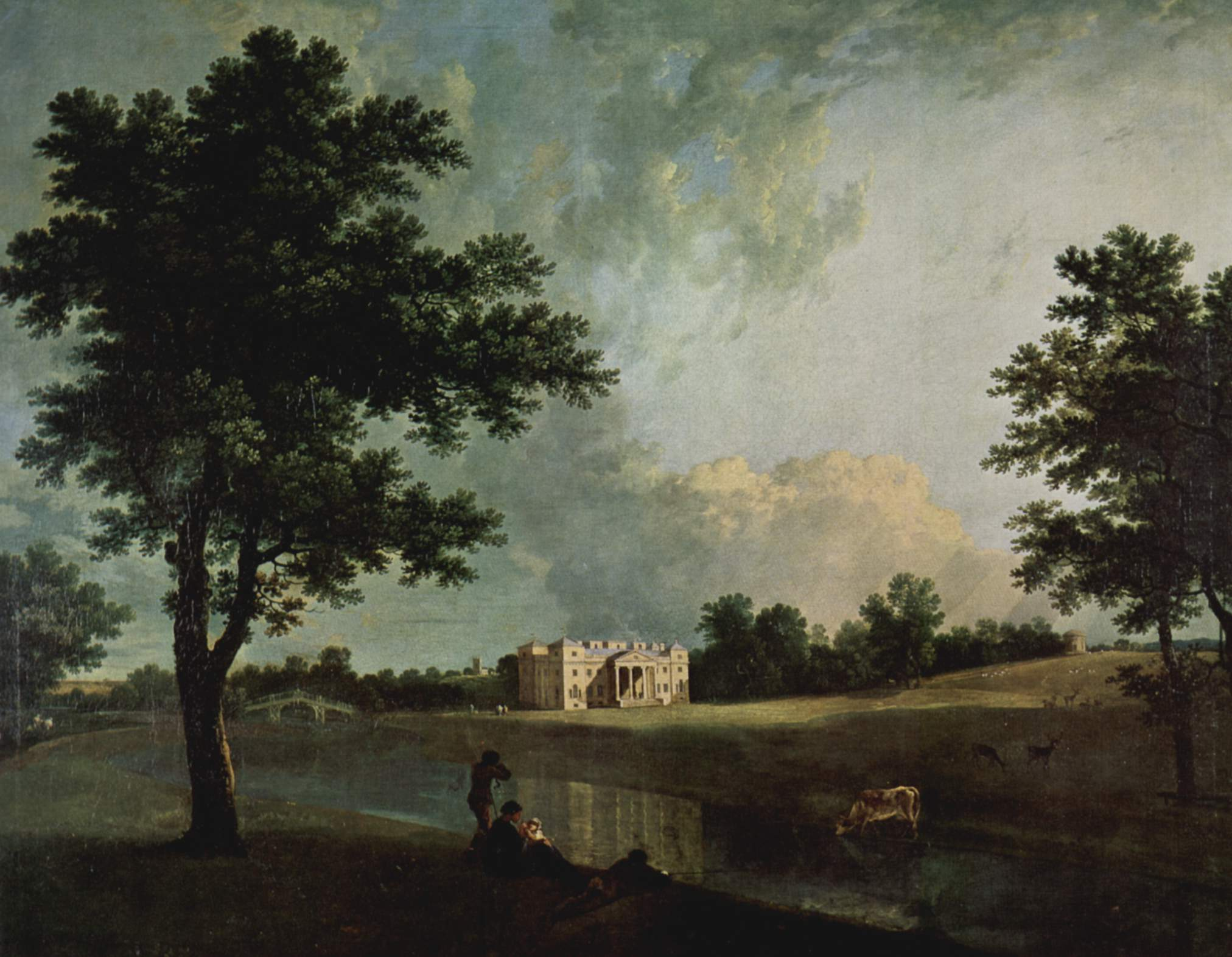
Croome Court num óleo sobre tela de 1758.

Croome Court é uma das melhores casas da sua era desenhada por Capability Brown e Robert Adam. O palácio foi projectado por Brown, sendo a sua primeira encomenda privada, possivelmente inspirado no estilo palladiano, com interiores por Robert Adam, servindo como um protótipo para as suas outras grandes obras paisagistas, como a Chatsworth House e o Blenheim Palace.
Ao longo da sua história, o palácio foi visitado por vários monarcas britânicos, nomeadamente por Jorge III, pela Rainha Vitória e por Jorge V. Durante a Segunda Guerra Mundial, o edifício acolheu a Família Real Holandesa, que tinha escapado da ocupação nazi da Holanda.
Na década de 1940, a família Coventry teve que vender a propriedade. O palácio foi, então, usado como escola e, também, pelo Movimento Hare Krishna. Mais tarde, permaneceu vazio por 12 anos até ser resgatado do abandono (embora com o custo de ver parte do jardim murado ocupado por garagens), sendo remendado e tornando-se uma vez mais em residência privada com os seus 17 quartos.
Uma das salas foi removida e exposta no Metropolitan Museum, em Nova Iorque: a Tapestry Room (Sala das Tapeçarias). George William, 6º Conde de Coventry, encomendou este conjunto de tapeçarias, em Paris, no ano de 1763 para a Sala das Tapeçarias da sua sede rural, a qual foi então remodelada por Robert Adam.
Os jardins-cozinha, salvos em 2000, estão agora a ser lentamente restaurados.
Em Novembro de 2007, Croome Court foi comprado ao proprietário privado pelo The Croome Heritage Trust, fundação que irá administrar a propriedade juntamente com o National Trust.
Depois dum projecto de restauro que custou 4 milhões de libras, o palácio abriu ao público no dia 26 de Setembro de 2009.

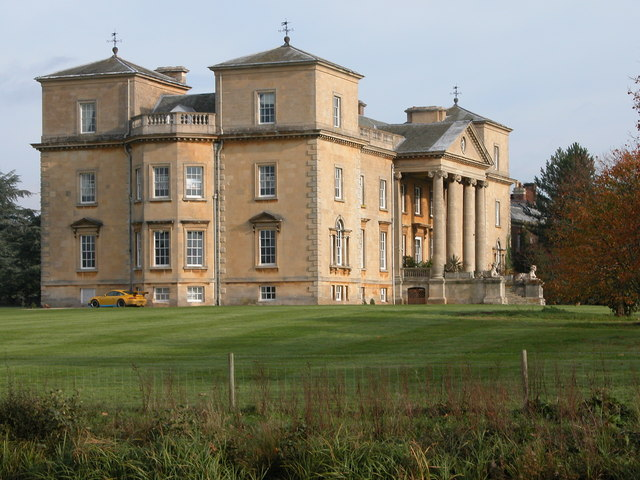
Uma das fachadas laterais e vista do pórtico
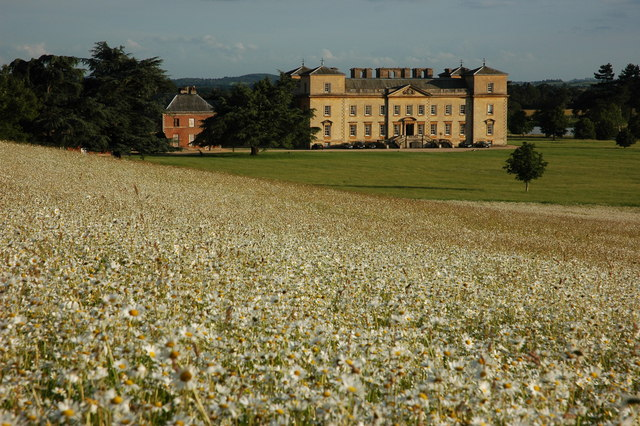
Vista geral do palácio através dos campos
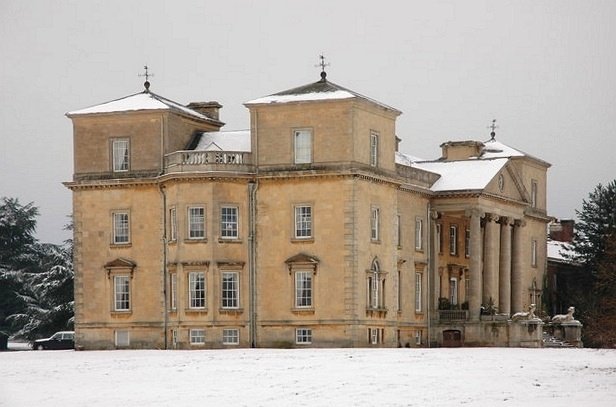
Uma das fachadas laterais e vista do pórtico
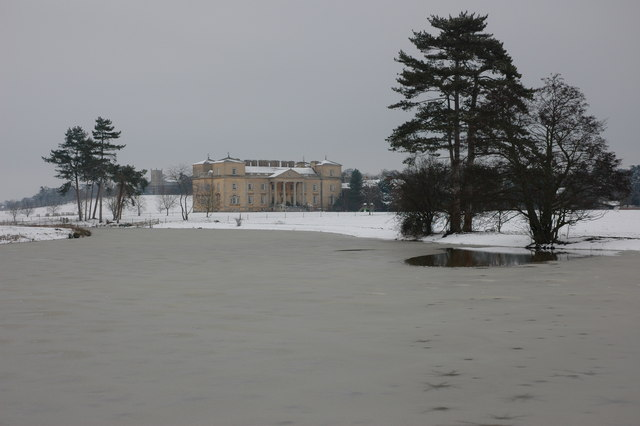
Vista geral do palácio no inverno
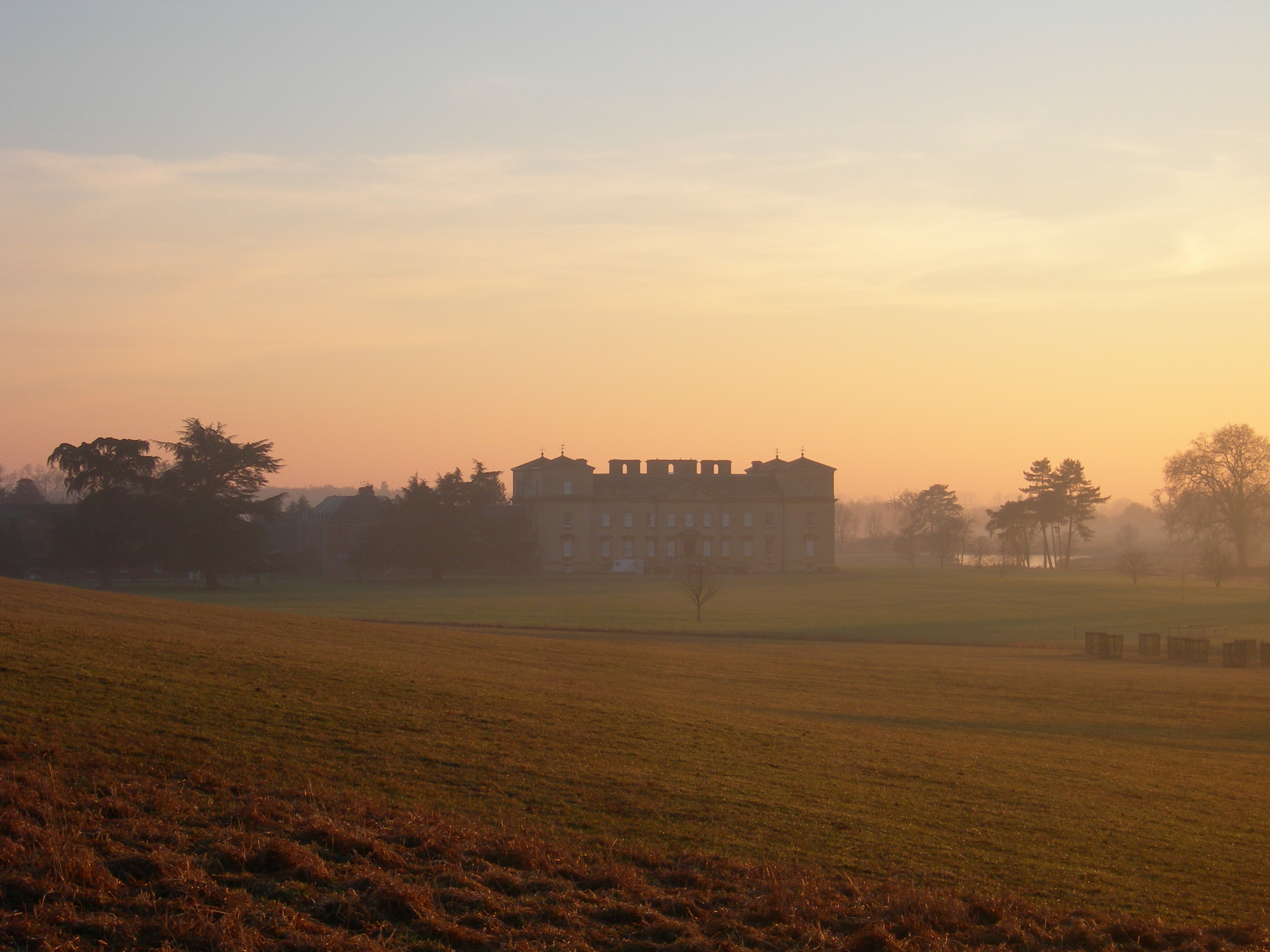
Fachada traseira vista através dos campos

## O parque paisagístico de Croome

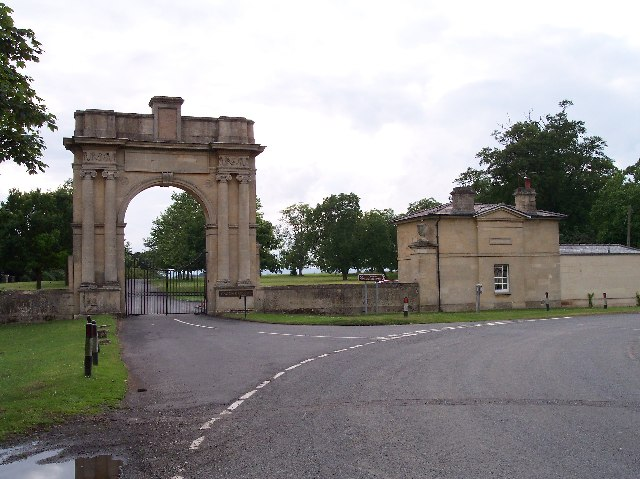
Um dos portões de entrada no parque.

Dada a esmagadora perdominância da estética de Brown nos séculos XVIII e XIX, Croome Park tem sido frequentemente descrito como a mais influente paisagem individual na Europa. Robert Adam e James Wyatt desenharam templos e follys para o parque e propriedade envolvente.
Em 1963, na sequência duma ordem de aquisição de terras compulsiva, foi construída a auto-estrada M5. A sua passagem cortou a meio a propriedade, deixando a Worcester Gatehouse (Portaria Worcester) com a aparência de não levar a lado algum. Uma ponte pedonal próxima da igreja foi removida para permitir o acesso de maquinaria pesada ao local de construção da auto-estrada, deixando uma espécie de cais ferroviário com um aspecto curioso.
A auto-estrada criou uma série de problemas ao parque devido ao tráfego dos veículos que nela circulam. Os sais, óleos e lixo poluiram o equilíbrio natural do lago, também conhecido por Rio Croome.
Em 1996, 670 acres do parque foram adquiridos pelo National Trust, o qual desenvolveu um ambicioso restauro.
O parque paisagístico de Croome é constituído por muitos edifícios diferentes, sendo o palácio o foco central. Chamados de "eyecatchers" (provocadores de ilusão óptica), estes edifícios estão instalados no alto dos cumes, sendo visíveis de perto de Croome Court, como o Pirton Castle, a Torre Panorâmica e o Dunstall Castle.
Os elemenstos mais importantes do parque são:
- a Portaria Worcester (Worcester Gate House): um pavilhão de 1801, reconstruído em 1879. Não muito longe fica a casa do cuidador da menagerie, também separada da parte principal do parque pela M5.

- a Rotunda: edifício redondo, também em mau estado de conservação. É um listed building classificado com o Grau I[4].

- a Torre Panorâmica (Panorama Tower). Situada na Colina do Cavaleiro (Knight's Hill), este listed building classificado com o Grau I foi desenhado por James Wyatt e construído em 1801. Foi baseada num desenho de Robert Adam

- o Pirton Castle:  uma folly ilusionística, agora tristemente necessitada de reparação urgente por se encontrar a ser devastada pela hera espessa.

- o Dunstall Castle: desenhado por Robert Adam, esta folly ilusionística, construída por volta de 1766, ficou separada do parque, encontrando-se escondida por árvores de dentro desse mesmo parque. As pedras do topo das 3 torres caíram, pelo que agora falta cerca de um metro à torre central. O arco direito também tinha uma parede ao fundo, a qual foi removida por algum motivo desconhecido.

- o Ninho de Corujas (Owl's Nest): mais conhecido como Sede do Parque (Park Seat). Construído entre 1770 e 1772 por Adam, encontra-se actualmente em fase de restauro. Está situado como uma vigia para o parque.

- o Arco de Londres (London Arch): a entrada principal para o palácio, teve em tempos vedação de ambos os lados, possivelmente removida durante a guerra para munição.

- o Templo Greenhouse' (Temple Greenhouse): este listed building classificado com o Grau Itambém foi desenhado por Robert Adam, tendo ficado concluído em 1763. Costumava ter grandes janelas de guilhotina na parte frontal, podendo, actualmente, ser vistos apenas sulcos onde os painéis deslizavam. Este edifício alojou a colecção de plantas exóticas do conde e era aquecido no inverno por uma chama acesa num forno de tijolo nas traseiras, sendo, depois, o calor canalizado por baixo através de aberturas no chão.

- em Volta do Lago: a gruta e vários elementos foram desenhados por Capability Brown. 50.000 metros cúbicos de lama e vegetação foram removidos quando o lago foi restaurado. Nas proximidades ficam os portões Punch Bowl, desenhados por Wyatt entre 1793 e 1794. Numa das ilhas no lago fica o Pavilhão Templo (Temple Pavilion - 1776-1777).

- a Igreja de Santa Maria Madalena (St Mary Magdalene Church): este listed building classificado com o Grau I foi construído em 1763 por Capability Brown para o Conde de Coventry. Uma igreja medieval foi demolida para dar espaço para esta igreja, cujo interior foi desenhado por Robert Adam.

- a Ilha Templo (Island Temple): um listed building classificado com o Grau I.

- a Cabana Pershore (Pershore Lodge) (e portões): um listed building classificado com o Grau I.

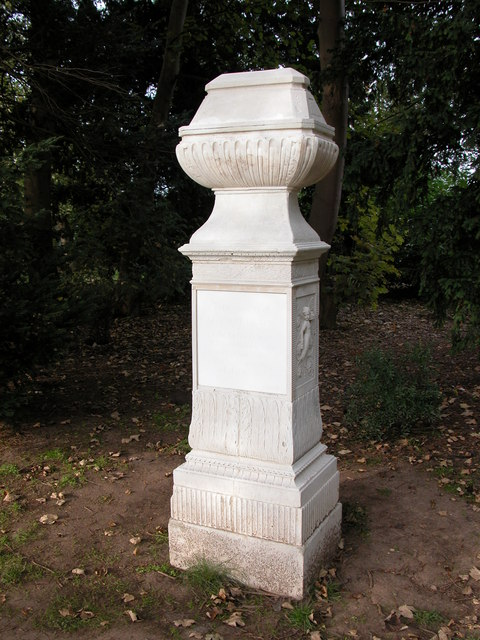
Memorial a Capability Brown
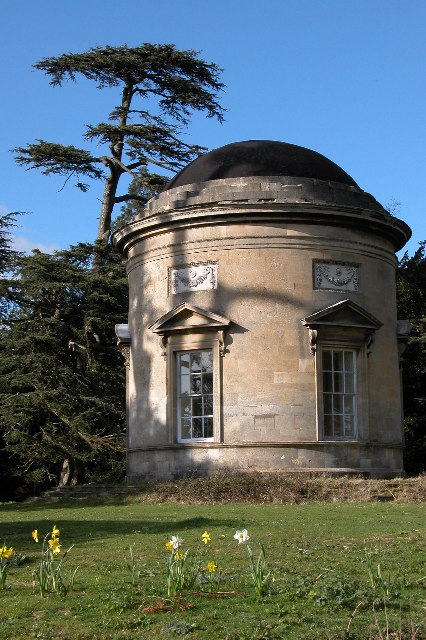
A Rotunda
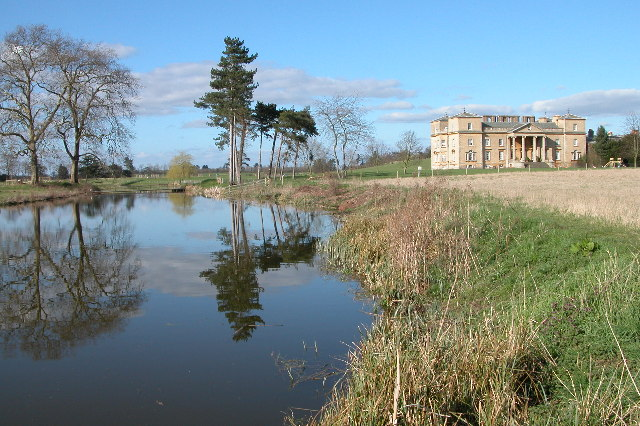
Vista dos campos com o palácio ao fundo
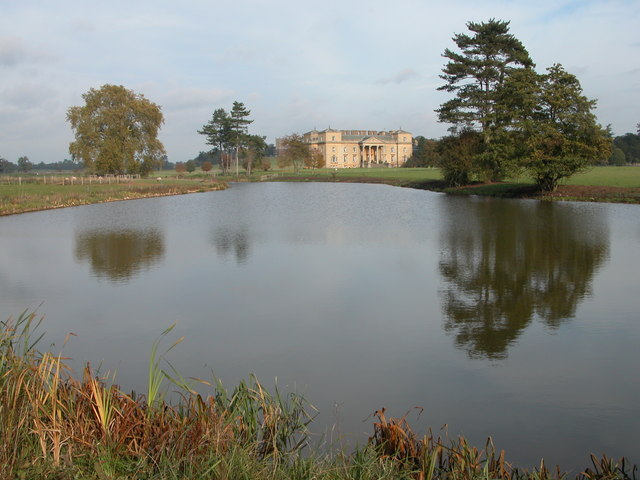
Vista dos campos com o palácio ao fundo
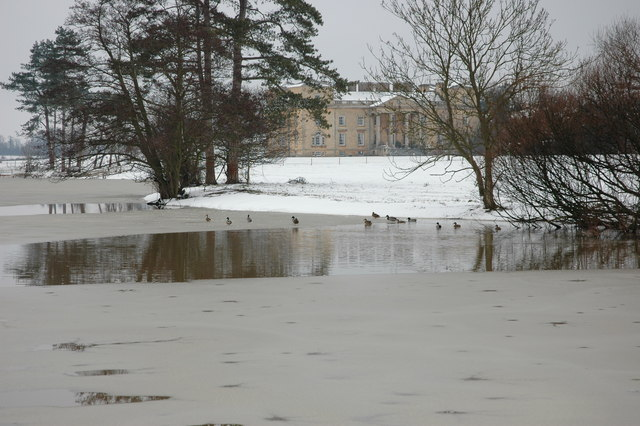
Vista dos campos no inverno

## Literatura
- Mowl, T. (2006). Historic Gardens of Worcestershire